# کریستیان کوکس
کریستیان کوکس (انگلیسی: Christian Kux؛ زادهٔ ۳ مهٔ ۱۹۸۵) دوچرخه‌سوار اهل آلمان است.